# Ätran
Ätran ist mit einer Länge von 243 Kilometern der längste Fluss der vier großen Flüsse an Schwedens Westküste (die anderen sind Viskan, Nissan und Lagan). 
Er entspringt auf einer Höhe von 332 m aus einem Moor bei Gullered (Gemeinde Ulricehamn) in der Provinz Västra Götalands län.
Der Fluss fließt durch das südwestliche Västergötland sowie durch Halland und mündet bei Falkenberg in das Kattegat. Zum größten Teil (64 %) ist er von Wald umgeben.
Beim Wasserkraftwerk Yngeredsfors wurde die Durchflussmenge protokolliert. Zwischen 1909 und 1967 lag sie im Durchschnitt bei 37,2 m3/s. Der höchste jemals gemessene Wert betrug 275 m3/s, der niedrigste 5–7 m3/s.
Sein größter Nebenfluss ist der Högvadsån, der bei Ätrafors in den Ätran mündet.
Bekannt ist der Ätran für die Möglichkeit, Lachse zu fangen, vor allem in der Gemeinde Falkenberg.

## Geschichte
Entlang des Ätran verlief über Jahrtausende ein Hohlweg, der als Ridvägen oder speziell in diesem Bereich als Ätrastigen bezeichnet wurde. Der Fluss und der Handelsweg bildeten im Mittelalter mehrfach die Grenze zwischen Dänemark und Schweden und in der angrenzenden Zone wurden viele Schlachten ausgetragen, beispielsweise 1565 die Schlacht bei Axtorna, zwei Kilometer nordwestlich des heutigen Staudammes Ätrafors, mit rund 19.000 beteiligten Soldaten und mehr als 4.000 Toten.

## Wasserkraftwerke

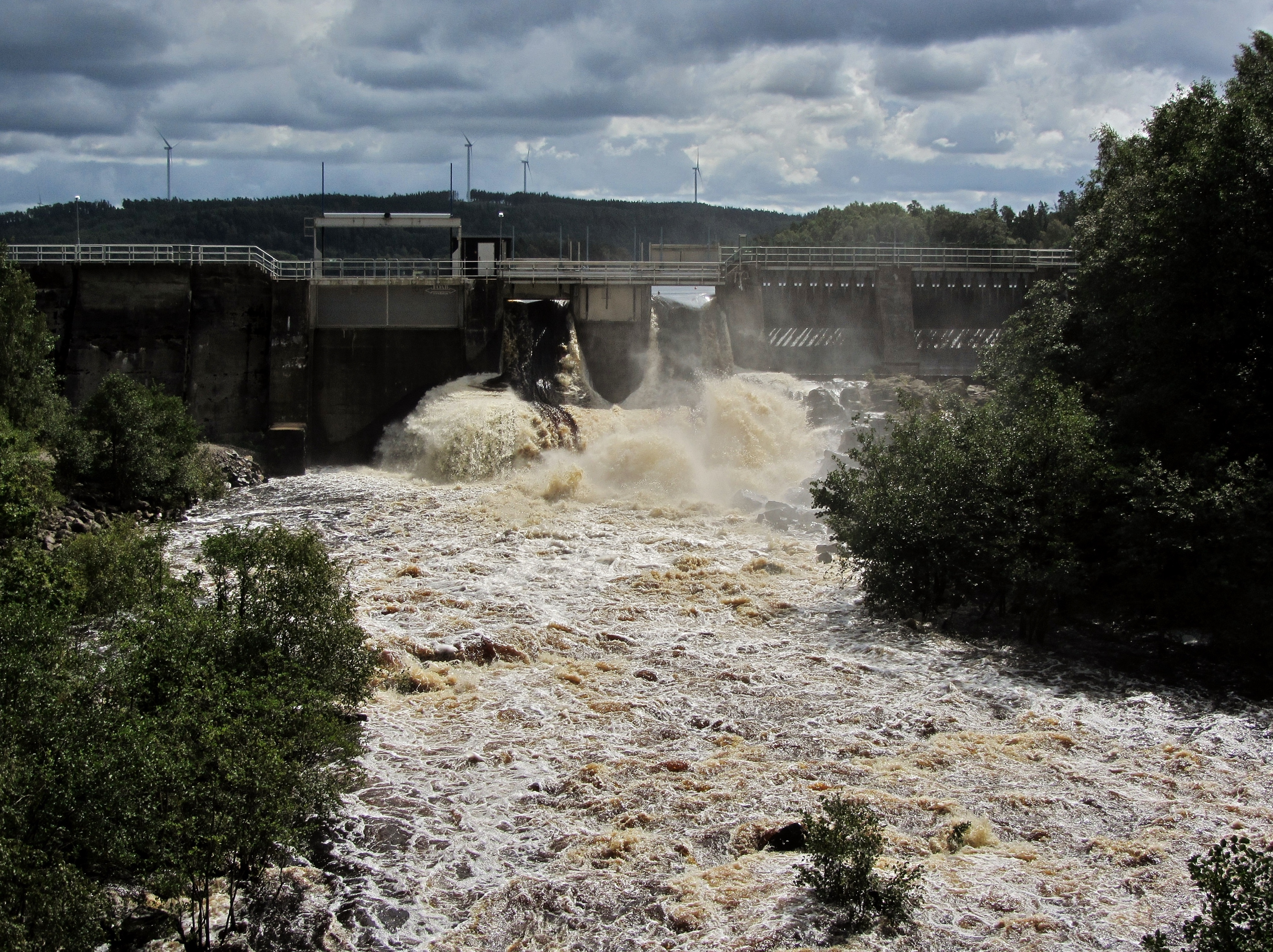
Kraftwerk Ätrafors, August 2014

Entlang des Ätran befinden sich acht Wasserkraftwerke, an seinen Nebenflüssen weitere zwei. 
Die zwei mit den größten Fallhöhen sind Yngeredsfors (mit 28,3 m; erbaut 1907) und im Verlauf als Nächstes unterhalb anschließend Ätrafors (23,5 m; erbaut 1918), dessen Stausee Ätraforsdammen nach einer nahegelegenen Ortschaft örtlich meist Askomedammen genannt wird.